# Espen-Glasflügler
Der Espen-Glasflügler (Sesia melanocephala) ist ein Schmetterling aus der Familie der Glasflügler (Sesiidae).

## Merkmale
Die Falter erreichen eine Flügelspannweite von 30 bis 40 Millimetern. Die Vorderflügel sind an der Basis schwarz und längs des Außen- und Innenrandes schmal braunschwarz gerandet. Der Vorderrand ist breiter beschuppt und ebenso wie der Innenrand über fast die gesamte Länge gelbrot bestäubt. An der Diskoidalquerader befindet sich ein ziemlich breiter, keilförmiger Fleck aus dunkelbraunen und mehr oder weniger gelbroten Schuppen. Die Flügeladern sind dunkelbraun und gelbrot bestäubt, besonders die Subdorsalader. Bei frisch geschlüpften Exemplaren sind alle durchsichtigen Flügelteile fein geschuppt, diese Beschuppung geht mit dem ersten Flug verloren. Lediglich vor der Flügelspitze (Apex) haften diese Schuppen fester, so dass dieser Teil immer etwas breiter beschuppt ist als der Vorder- und Außenrand. Auf den Hinterflügeln ist der Saum sehr schmal und wie die Adern dunkelbraun gefärbt. Der Flügelvorderrand ist gelblich beschuppt. Die Schuppenfransen aller Flügel glänzen bräunlich schwarz.
Die Zeichnung der Flügelunterseiten entspricht den Oberseiten, jedoch sind alle Adern, auch auf den Hinterflügeln, gelb bestäubt. Zusätzlich sind der Innenrand der Vorderflügel und der Vorderrand aller Flügel ausgedehnt gelb beschuppt. Die Beschuppung um die Querader der Vorderflügel ist gelbrot.
Der Kopf ist schwarzblau und unter den Augen mit einem gelben Rand versehen. An Stirn und Scheitel befinden sich gelbliche Härchen. Die Fühler sind bei beiden Geschlechtern gelbbraun, bei den Männchen deutlich länger gezähnt und am Ende dicker. Bei den Weibchen sind die Fühler an der Basis dünner und vor der Spitze schwärzlich bestäubt. Die Zähne der männlichen Fühler sind dunkler gefärbt als die übrigen Teile. Der Saugrüssel ist zurückgebildet, so dass die Falter keine Nahrung aufnehmen können. Die Palpen sind schwarz und nur im oberen Teil nach vorne und außen gelb. Thorax und Hinterleib sind blauschwarz. Auf dem Metathorax befindet sich auf jeder Seite ein länglicher gelblicher Haarbüschel, der bis zum Hinterleib reicht. Das zweite bis vierte Segment des Abdomens ist im vorderen Teil gelb gerandet, das fünfte bis siebente Segment ist nach hinten gelb gerandet. Das Afterbüschel des Weibchens ist sehr kurz, das des Männchens länger und unten an den Seiten und in der Mitte gelb. Die Brust ist schwarzblau und auf beiden Seiten mit zitronengelben Flecken versehen.
Die Vorderhüften (Coxa) und die Schenkel (Femur) sind ebenfalls schwarzblau, die ersteren sind oben mit kleinen gelben Flecken versehen, die Vorderschenkel sind nach unten gelblich. Schienen (Tibia) und Tarsen sind orangegelb. Vorder- und Mittelschienen sind am Ende mit einem schwärzlichen Fleck gezeichnet.
Die Raupen ist cremefarben und besitzt einen dunkelbraunen Kopf, ein rotgelbes Nackenschild und eine gelbe Afterklappe.
Die Puppen sind langgestreckt und rotbraun.

## Vorkommen
Der Espen-Glasflügler ist in Eurasien weit verbreitet. Man findet die Art in Mittel-, Ost- und Nordeuropa sowie in Teilen Westeuropas; das Verbreitungsgebiet reicht von den Pyrenäen über den Süden Frankreichs und Mitteleuropa bis in den asiatischen Raum. Im Norden verläuft die Verbreitungsgrenze durch Fennoskandien; im Süden endet das Verbreitungsgebiet am Südrand der Alpen und nördlich des Balkan und Schwarzmeergebietes.
Die Art besiedelt offene Wälder und Waldränder, Baumgruppen und Straßenränder.

## Lebensweise
Die Weibchen legen die Eier vermutlich einzeln an Aststümpfen in den Spalt zwischen Umwallung und Altholz. Die Raupe lebt drei Jahre im Stamm und in den Zweigen der Espe (Populus tremula), wobei ältere Bäume mit Umwallungswülsten an Aststümpfen an sonnenexponierten Süd- und Westlagen bevorzugt werden. Im ersten Jahr entwickelt sich die Raupe zwischen der Rinde und dem Splintholz, später dringt sie tiefer in den Stamm ein und bohrt lange Gänge im Holz. Nach der dritten Überwinterung kommt sie im Frühjahr zur Verpuppung an das Ende ihres Ganges in die Nähe eines verletzten Baumteils oder Auswuchses oder bohrt sich in einen trockenen Zweig bis an die äußere dünne Rinde, in die sie eine runde Öffnung nagt. Diese Öffnung wird nach außen durch das verbliebene dünne Holz abgedeckt und an den Seiten nur schwach versponnen. Ein geöffnetes Gangende wird von der Raupe mit einem Notverschluss aus Gespinst und Genagsel versehen. Das äußere Gangende reicht etwa ein bis zehn Zentimeter in den herausragenden abgestorbenen Ast hinein. Die ausgewachsene Raupe verpuppt sich, ohne ein Gespinst anzufertigen. Die Puppe selbst ist im Gang frei beweglich und ruht geschützt im hinteren Gangbereich. Kurz vor dem Schlupf arbeitet sie sich nach vorne, durchstößt den Schlupflochdeckel und schiebt sich zur Hälfte aus dem Gang heraus. Erst jetzt durchbricht der Falter die Hülle der Puppe. Die meisten Schlupflöcher findet man auf der Astoberseite, vermutlich weil die schlüpfenden Puppen dort nicht so leicht herunterfallen können. Die Falter schlüpfen bei Sonnenaufgang ab vier Uhr morgens und können bis etwa neun Uhr sitzend an Stämmen und Zweigen beobachtet werden. Über die Lebensweise der Falter ist wenig bekannt. Bergmann bezeichnet den Falter als Leitart lichter, alter Espenbestände in Feldhölzern der Sandgegenden und Hügelstufe.

### Flug- und Raupenzeiten
Der Espen-Glasflügler fliegt in einer Generation von Juni bis Juli. Die Raupen durchlaufen eine dreijährige Entwicklung und verpuppen sich im Frühjahr.

## Systematik
Die Typuslokalität ist Schweden.

### Synonyme
Folgend Synonyme sind bekannt:
- Trochilium melanocephalum Dalman, 1816
- Trochilium melanocephala Dalman, 1816
- Aegeria melanocephala Dalman, 1816